# Cérémonie d'ouverture des Jeux olympiques d'été de 2016
La cérémonie d'ouverture des Jeux olympiques d'été de 2016 débute le 5 août 2016 au stade Maracanã à Rio de Janeiro au Brésil à 20 h BRT (23 h UTC).

## Contexte
La cérémonie d'ouverture des Jeux olympiques de Rio de Janeiro a débuté le 5 aout 2016 à partir de 20 h, heure locale dans le stade Maracanã et s'est terminée vers 1 h, heure locale. L'organisation de la cérémonie d'ouverture a été confiée à Fernando Meirelles, Daniela Thomas et Andrucha Waddington.

## Déroulement

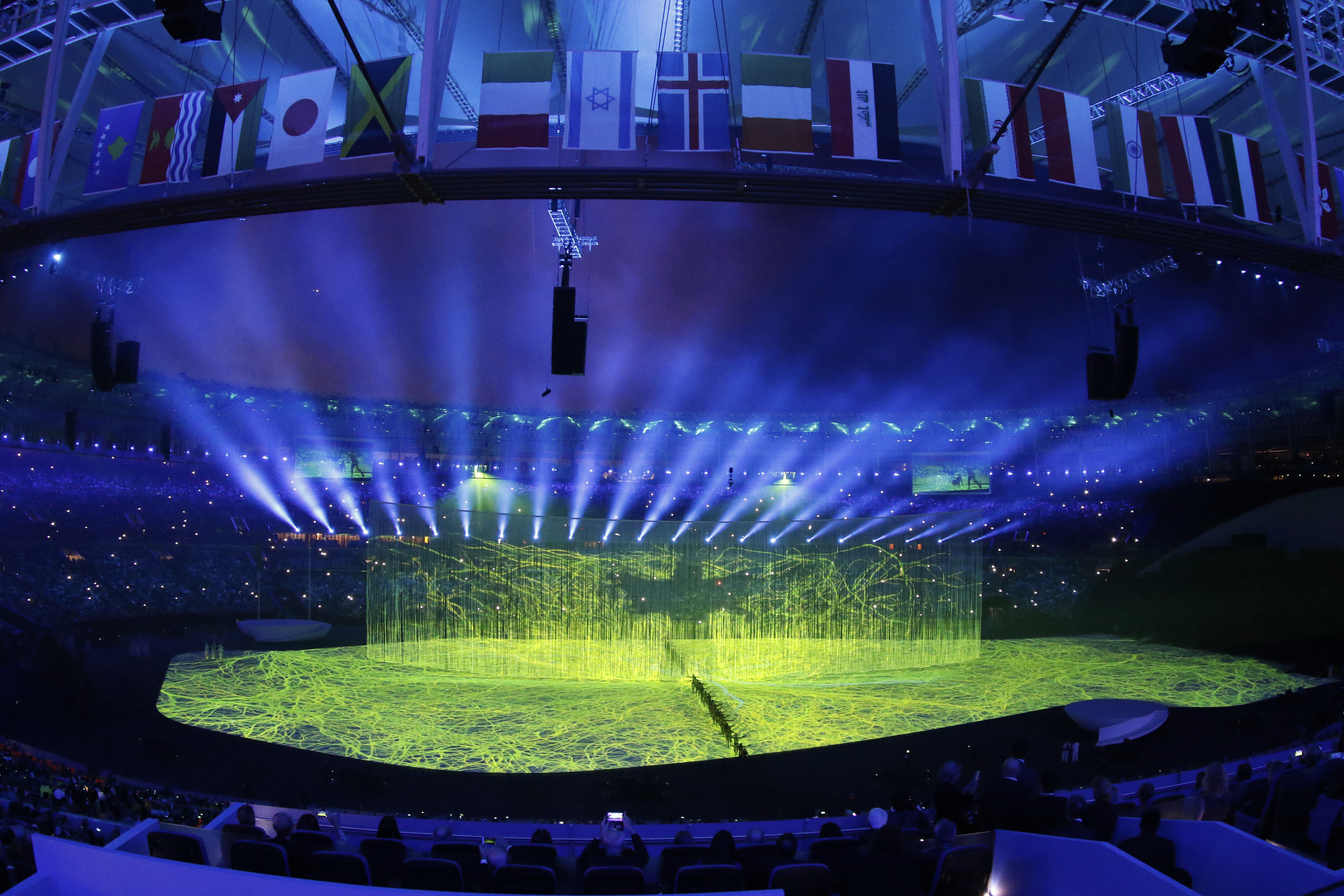
Cérémonie d'ouverture des Jeux olympiques d'été de 2016.

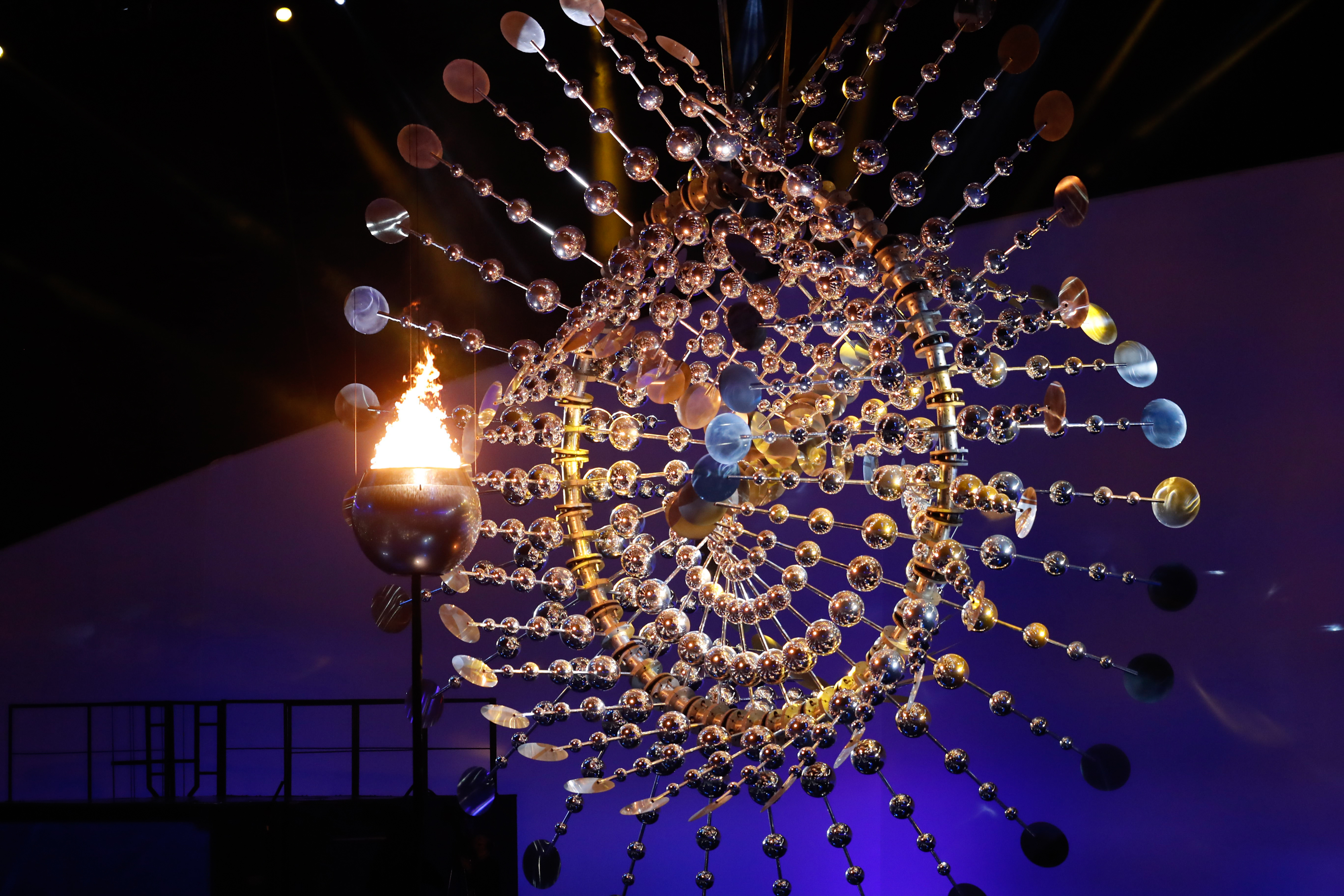
La vasque de la flamme olympique de Rio 2016 sculptée par Anthony Howe.

La flamme olympique a été allumée par le marathonien brésilien Vanderlei de Lima, après avoir reçu la flamme des mains de la joueuse de basket-ball Hortência Marcari.

## Programmes

### Compte à rebours et hymne national
La cérémonie commence par plusieurs vues aériennes du pays sur une musique brésilienne et finit sur une image d'un espace représentant ce qui deviendra plus tard le Brésil avec la présence de figurants faisant remuer des feuilles d'aluminium au rythme du décompte du compte à rebours. Lorsque celui-ci arrive à son terme, les figurants se déplacent et forment ce qui ressemble à un banc de poissons avant de s'éparpiller et laisser place à un dessin d'arbre.
Au terme de ce premier tableau faisant office d'introduction, le président du CIO Thomas Bach est présenté. L'hymne national est ensuite joué à la guitare et le drapeau brésilien hissé par la police environnementale de Rio de Janeiro.

### La Genèse du Brésil
Le terrain devient un océan enragé qui se calme et devient un sol aride où se meut crabes, milles pattes et insectes en tout genre. Ce sol aride se verdoie pour devenir ce qui deviendra la forêt amazonienne

## Liste des chefs d'État et de gouvernement présents
45 chefs d’État et de gouvernement assistent à la cérémonie d’ouverture ainsi que 55 ministres des Sports venant du monde entier.
| Pays               | Personnalité                        | Titre                               |
| ------------------ | ----------------------------------- | ----------------------------------- |
| Allemagne          | Joachim Gauck                       | Président fédéral                   |
| Argentine          | Mauricio Macri                      | Président de la Nation              |
| Belgique           | Philippe                            | Roi des Belges                      |
| Canada             | David Johnston                      | Gouverneur général                  |
| Chine              | Liu Yandong                         | 2e vice-Premier ministre            |
| Colombie           | Juan Manuel Santos                  | Président de la République          |
| Danemark           | Frederik de Danemark Mary Donaldson | Prince héritier Princesse héritière |
| États-Unis         | John Kerry                          | Secrétaire d'État                   |
| France             | François Hollande                   | Président de la République          |
| Fidji              | Frank Bainimarama                   | Premier ministre                    |
| Géorgie            | Guiorgui Margvelachvili             | Président                           |
| Hongrie            | János Áder                          | Président de la République          |
| Italie             | Matteo Renzi                        | Président du Conseil des ministres  |
| Kosovo             | Hashim Thaçi                        | Président                           |
| Lituanie           | Dalia Grybauskaitė                  | Présidente de la République         |
| Monaco             | Albert II                           | Prince                              |
| ONU                | Ban Ki-moon                         | Secrétaire général                  |
| Paraguay           | Horacio Cartes                      | Président                           |
| Pays-Bas           | Willem-Alexander Mark Rutte         | Roi Premier ministre                |
| Portugal           | Marcelo Rebelo de Sousa             | Président de la République          |
| Qatar              | Tamim bin Hamad Al Thani            | Émir                                |
| République tchèque | Miloš Zeman                         | Président de la République          |
| Royaume-Uni        | Anne                                | Princesse royale                    |
| Serbie             | Tomislav Nikolić                    | Président de la République          |
| Slovaquie          | Andrej Kiska                        | Président de la République          |
| Suisse             | Johann Schneider-Ammann             | Président de la Confédération       |
| Taïwan             | Pan Wen-chung                       | Ministre de l'Éducation             |

## Liste des diffuseurs
- Belgique : RTBF
- Brésil : Rede Globo
- Canada : SRC/CBC
- États-Unis : NBC
- France : France Télévisions, Canal +
- Luxembourg : RTL
- Italie : Rai
- Suisse : RTS